# Gustav von Zangen
Gustav von Zangen (* 5. April 1839 in Worms; † 27. Juni 1912 in Darmstadt) war ein deutscher Verwaltungsjurist.

## Leben
Zangen, Sohn des Majors Ludwig von Zangen, studierte ab Herbst 1857 Rechtswissenschaften in Gießen, wo er Mitglied des Corps Hassia war. Er wurde 1867 Sekretär am Oberappellations- und Kassationsgericht in Darmstadt, wechselte aber 1874 zur allgemeinen Verwaltung und wurde Kreisassessor in Alzey, 1877 in Darmstadt, danach Regierungsrat an den Provinzialdirektionen in Gießen und Mainz. Im Oktober 1888 wurde er zum Kreisrat in Oppenheim ernannt. 1893 trat er aus gesundheitlichen Gründen in den Ruhestand, amtierte aber 1895/96 noch als Mitglied des Hessischen Verwaltungsgerichtshofs und 1897 als Mitglied der verstärkten Oberrechnungskammer in Darmstadt. 1900 wurde er Geheimer Regierungsrat.
1886 wurde Gustav von Zangen zum großherzoglichen Kammerherrn ernannt.